# Plosjtsjad Ilitsja
Plosjtsjad Ilitsja (Russisch: Площадь Ильича) is een station aan de Kalininsko-Solntsevskaja-lijn van de Moskouse metro. Het station is destijds genoemd naar het bovenliggende plein dat inmiddels Rogosjkaja Zastavaplein heet. Ilitsja verwijst naar Lenin de eerste premier van de Sovjet-Unie. In 1991 werd, na het uiteenvallen van de Sovjet Unie, voorgesteld om het plein en het station Rogosjkaja te noemen, het plein werd omgedoopt het station niet.  

## Ligging en toegangen
Het station ligt in de wijk Taganski en werd geopend op 30 december 1979 als onderdeel van het initiële traject van de Kalininsko-Solntsevskaja-lijn. Het station is een pylonenstation op 46 meter onder de Sjosse Entoeziastov. De perrons zijn met roltrappen verbonden met de ondergrondse verdeelhal onder het Rogosjkaja Zastavaplein. De verdeelhal kent een toegang naar het bovengelegen plein en via een voetgangerstunnel onder de Sjosse Entoeziastov zijn ook andere toegangen bereikbaar.
Daarnaast is via trappen vanuit de middenhal station Rimskaja aan de Ljoeblinsko-Dmitrovskaja-lijn te bereiken. Bovengronds zijn haltes voor bussen, trams en trolleybussen te vinden en de voorstadshalte Serp i Molot (Hamer en Sikkel), aan de spoorlijn naar Nizjni Novgorod, ligt aan de noordkant van het plein.  

## Ontwerp
Het station is een pylonenstation, gebouwd volgens een standaardontwerp met gietijzeren schachtringen, op 46 meter diepte. De gewelfde plafonds boven de perrons en de middenhal worden aan beide kanten van de middenhal ondersteund door acht massieve pylonen die zijn bekleed met rood Salietimarmer. Deze pylonen zijn ook paleontoligisch interessant vanwege de fossielen die er in te vinden zijn. De vloer bestaat uit Savasajski-, German- en Gabbro-graniet in de kleuren grijs, zwart en rood. De tunnelwanden zijn bekleed met Koelgamarmer. De roltrappen bevinden zich aan de westkant van de middelhal. Op de wand aan de oostkant van de middenhal is een reliëf, van de hand van beeldhouwer N.V. Tomski, van naamgever Lenin te vinden.       

## Galerij

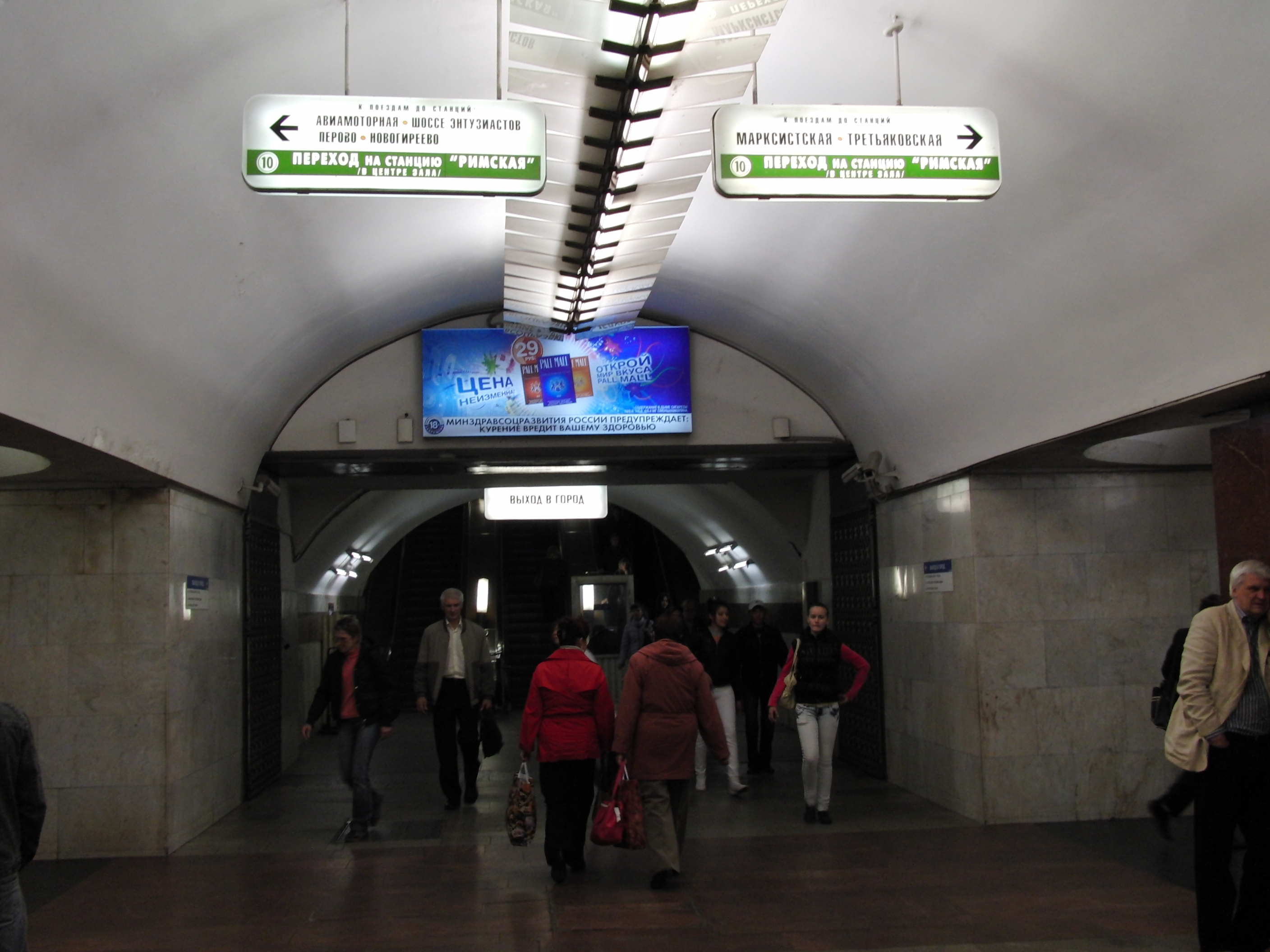
De roltrappen aan de westkant
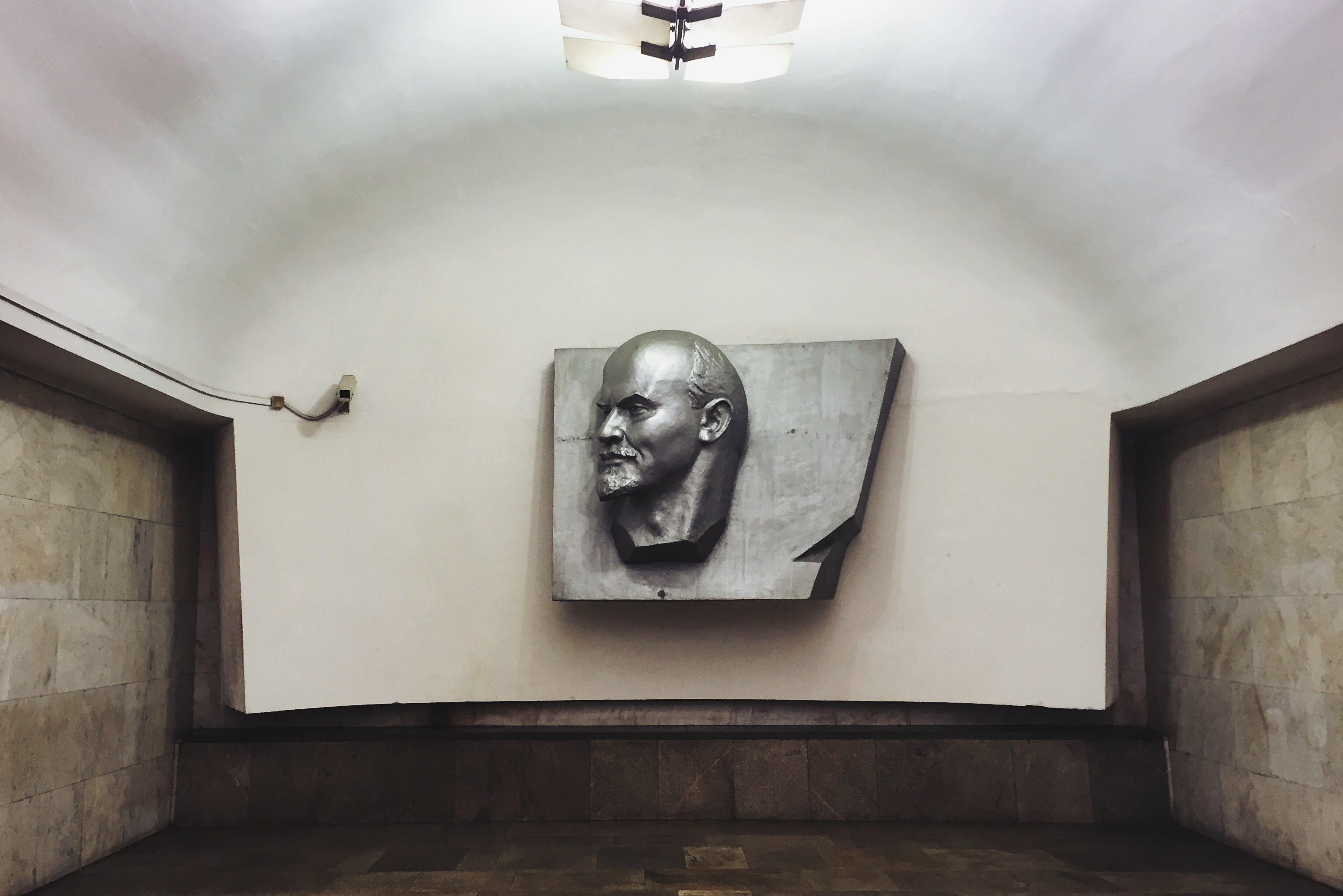
Het reliëf van Lenin aan de oostkant
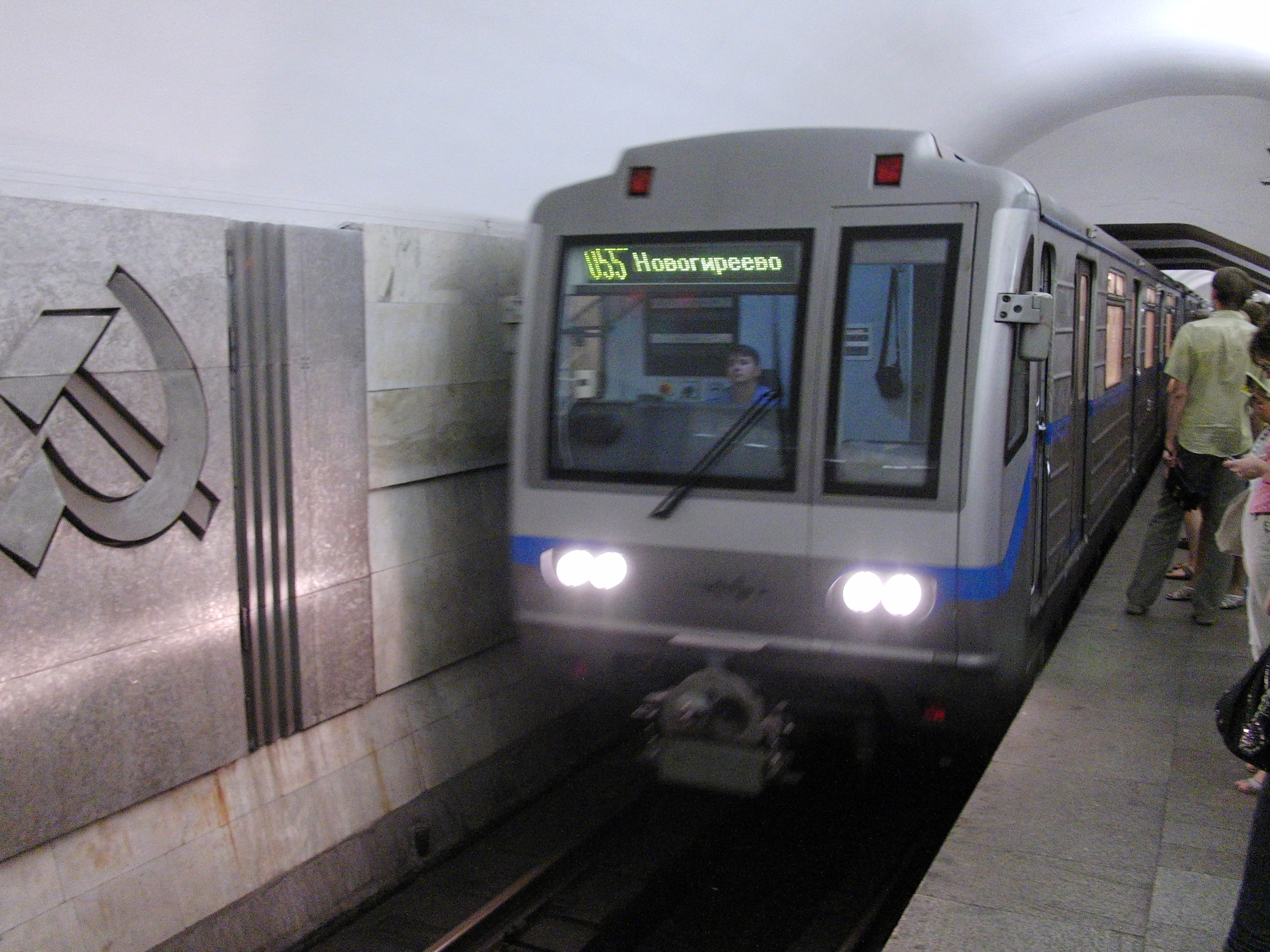
De hamer en sikkel op de tunnelwand
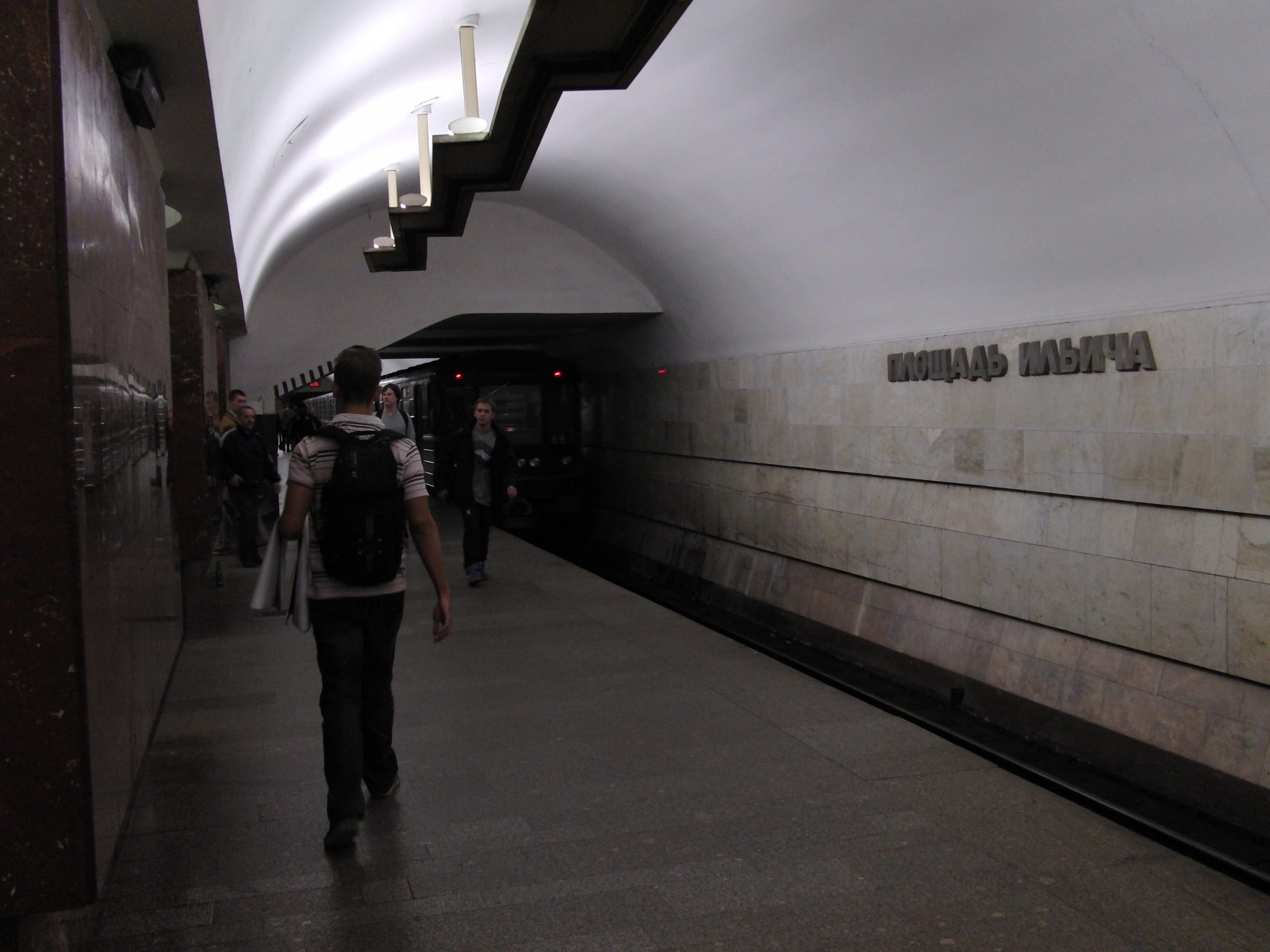
De metro naar het oosten onder de trappen naar Rimskaja en de stationsnaam op de tunnelwand.
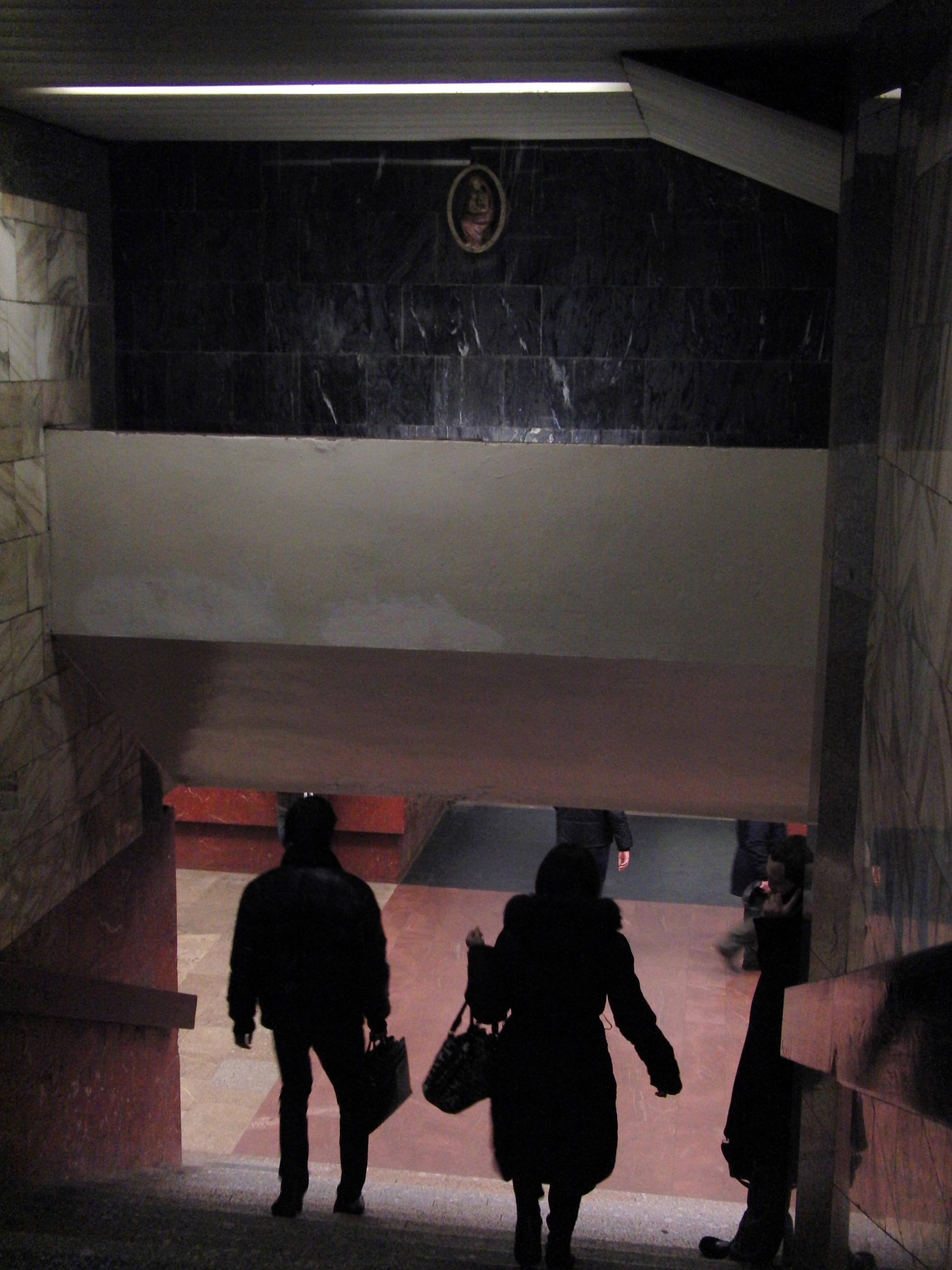
De trap vanaf Rimskaja naar de middenhal, boven de trap hangt nog een medaillon in de stijl van Rimskaja.